# Mendip
Mendip es un distrito no metropolitano del condado de Somerset (Inglaterra). Fue creado por la Ley de Gobierno Local de 1972, que entró en vigor el 1 de abril de 1974, como una fusión de los antiguos municipios de Glastonbury y Wells, los distritos urbanos de Frome, Shepton Mallet y Street, los distritos rurales de Frome, Shepton Mallet y Wells, y parte de los también distritos rurales de Axbridge y Clutton.

## Geografía
Según la Oficina Nacional de Estadística británica, Mendip tiene una superficie de 739,43 km².

## Demografía
Según el censo de 2001, Mendip tenía 103 869 habitantes (48,84% varones, 51,16% mujeres) y una densidad de población de 140,47 hab/km². El 20,56% eran menores de 16 años, el 70,86% tenían entre 16 y 74, y el 8,58% eran mayores de 74. La media de edad era de 39,94 años. 
Según su grupo étnico, el 98,83% de los habitantes eran blancos, el 0,51% mestizos, el 0,23% asiáticos, el 0,13% negros, el 0,18% chinos, y el 0,13% de cualquier otro. La mayor parte (95,48%) eran originarios del Reino Unido. El resto de países europeos englobaban al 2,15% de la población, mientras que el 0,62% había nacido en África, el 0,94% en Asia, el 0,46% en América del Norte, el 0,09% en América del Sur, el 0,24% en Oceanía, y el 0,03% en cualquier otro lugar. El cristianismo era profesado por el 74,51%, el budismo por el 0,29%, el hinduismo por el 0,11%, el judaísmo por el 0,08%, el islam por el 0,15%, el sijismo por el 0,01%, y cualquier otra religión por el 0,66%. El 16,09% no eran religiosos y el 8,1% no marcaron ninguna opción en el censo.
El 41,04% de los habitantes estaban solteros, el 43,38% casados, el 1,76% separados, el 7,18% divorciados y el 6,64% viudos. Había 42881 hogares con residentes, de los cuales el 28,31% estaban habitados por una sola persona, el 9,01% por padres solteros con o sin hijos dependientes, el 60,93% por parejas (51,33% casadas, 9,6% sin casar) con o sin hijos dependientes, y el 1,75% por múltiples personas. Además, había 968 hogares sin ocupar y 268 eran alojamientos vacacionales o segundas residencias.